# Wodopływkowate

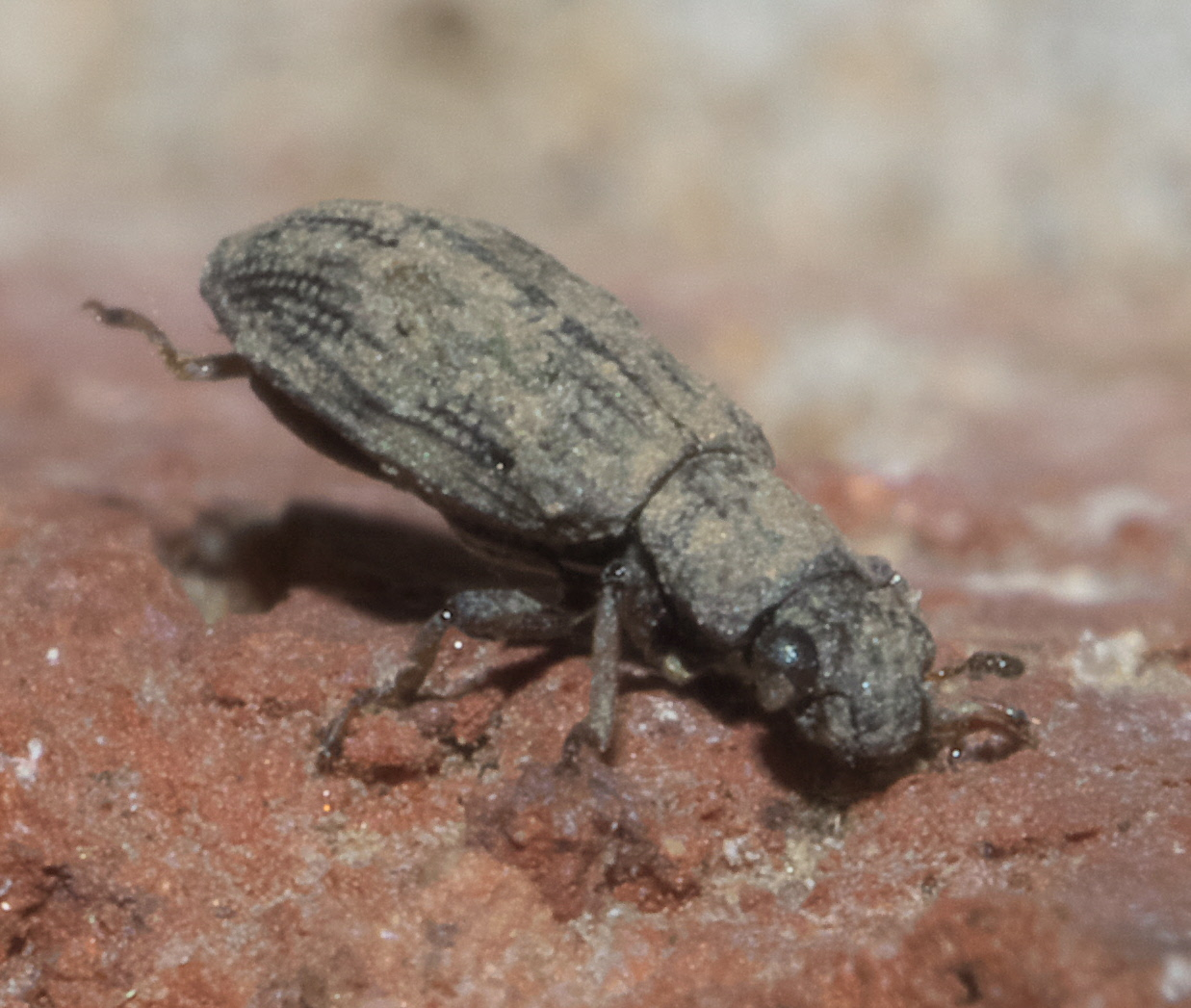
Chrząszcz w środowisku naturalnym

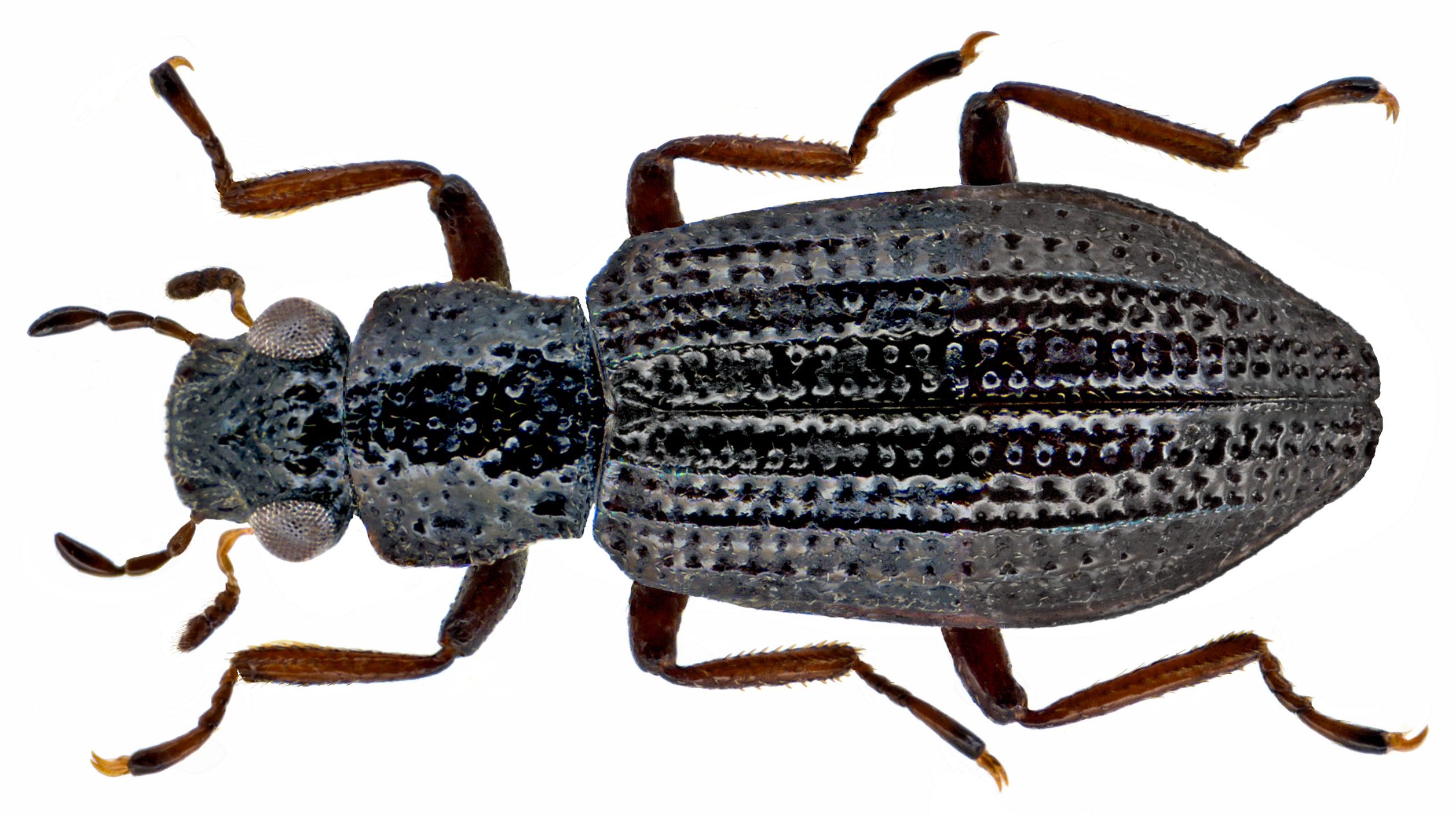
Wodopływek żeberkowany

Wodopływkowate (Hydrochidae) – rodzina chrząszczy z podrzędu wielożernych i nadrodziny kałużnicokształtnych. Rozmieszczona kosmopolitycznie. Zarówno larwy, jak i postacie dorosłe są owadami wodnymi, przemieszczającymi się po podłożu. Obejmuje dwa rodzaje i około 280 opisanych gatunków.

## Morfologia
Chrząszcze o wydłużonym, zwykle dość smukłym ciele długości od 1,5 do 6 mm, w zarysie wyraźnie między przedpleczem a pokrywami przewężonym, zazwyczaj słabo lub przeciętnie wypukłym, rzadko sklepionym silnie. Głowa jest prognatyczna, zaopatrzona w silnie wyłupiaste, półkuliste, z przodu niewykrojone oczy złożone. Czułki zbudowane są z siedmiu członów, z których trzy ostatnie formują dość zwartą, gęsto owłosioną buławkę. Szew epistomalny jest po bokach kanciasty i tworzy wraz z bruzdą wzdłuż środka czoła literę „Y”. Duży nadustek nie zasłania silnie poprzecznej, zesklerotyzowanej wargi górnej. Warga dolna ma nieco szerszą niż dłuższą bródkę z przednią krawędzią kanciasto wyciągniętą oraz głaszczki wargowe z członem ostatnim rozszerzonym. Przedplecze ma na powierzchni duże, okrągłe wciski rozmieszczone w dwóch poprzecznych szeregach – trzy w przednim i cztery w tylnym. W zarysie jest najszersze przed środkiem, węższe od pokryw. Na powierzchni głowy i przedplecza występują ziarenka z punktami szczecinkowymi, często metalicznie połyskujące, ale niekiedy zlewają się one lub zanikają, w tym ostatnim przypadku pozostawiając same punkty. Tarczka jest mała i trójkątna, lekko wydłużona. Pokrywy mają silnie punktowane rzędy i pozbawione punktowania, często częściowo żebrowato wysklepione, niekiedy opatrzone guzkami międzyrzędy. Nie występują rządki przyszwowe. Odnóża mają dość smukłe i walcowate golenie oraz zbudowane z pięciu członów stopy. Tylna para bioder jest przeciętnie poprzeczna i bardzo wąsko oddzielona. Odwłok ma pięć widocznych sternitów.

## Ekologia i występowanie
Zarówno larwy, jak i postacie dorosłe są owadami wodnymi, łażącymi po podłożu, w przypadku dorosłych bardzo powolnie. Zasiedlają głównie wody stojące i wolno płynące, zwłaszcza pobrzeża kałuż i bajor, zawsze w towarzystwie roślin wodnych, korzeni lub zanurzonych gałęzi. Osobniki dorosłe żerują na glonach i rozkładającej się materii roślinnej. Samice składają jaja pojedynczo do niewielkich, płaskich, jedwabnych kapsułek, które przytwierdzają do roślin wodnych, korzeni drzew, kawałków kory lub kamieni w pobliżu brzegu. Larwy klują się z nich po siedmiu lub ośmiu dniach.
Rodzaj kosmopolityczny, znany ze wszystkich krain zoogeograficznych. W krainie palearktycznej stwierdzono 27 gatunków, z których 7 wykazano z Polski (zobacz: wodopływkowate Polski).

## Taksonomia i ewolucja
Rodzinę tę wprowadził w 1859 roku Carl Gustaf Thomson. Bywa ona także traktowana jako podrodzina w obrębie kałużnicowatych. Obejmuje dwa rodzaje i około 280 opisanych gatunków:
- Hydrochus Leach, 1817 – wodopływek
- †Ponohydrochus Prokin et Strelnikova, 2021

Rodzaj Hydrochus znany jest w zapisie kopalnym od eocenu, natomiast Ponohydrochus znany jest wyłącznie ze skamieniałości datowanych na hoteryw w kredzie wczesnej.
Wyniki molekularnych analiz filogenetycznych wskazują na tworzenie przez wodopływkowate kladu (tzw. „helophorid lineage”) wraz z ziemioryjkowatymi, oguzkowatymi i Epimetopidae.